# (207028) 2004 VN60
2004 في أن 60 (ويعرف أيضًا باسم (207028) 2004 في أن 60 وفق تسمية الكوكب الصغير) (بالإنجليزية: 2004 VN60)‏ هو كويكب ضمن حزام الكويكبات؛ وترتيبه 207028 من حيث الاكتشاف.
اكتُشف هذا الجُرم الفلكي بواسطة جيمس ويتني يونغ في 10 نوفمبر 2004.

## وصلات خارجية
- (207028) 2004 VN60 في قاعدة بيانات مختبر الدفع النفاث لأجرام النظام الشمسي الصغيرة

- الاكتشاف · مخطط المدار ·  العناصر المدارية · المعلمات المادية

- (207028) 2004 VN60 على موقع ويكي سكاي: DSS2, SDSS, GALEX, IRAS, Hydrogen α, X-Ray, Astrophoto, Sky Map, Articles and images